# Juriaen Pool
Juriaen Pool (1665 Amsterdam, Spojené provincie nizozemské – 1745 Amsterdam, Spojené provincie nizozemské) byl nizozemský malíř, manžel malířky Rachel Ruyschové.

## Život
Dle Nizozemského institutu historie umění (nizozemsky RKD - Rijksbureau voor Kunsthistorische Documentatie) byl synem Juriaena Poola staršího. 25. července 1693 se zasnoubil s malířkou květin a zátiší Rachel Ruyschovou, se kterou se 12. srpna téhož roku v Buiksloote i vzali. Měli spolu deset dětí.
Pod jeho vedením se vzdělával malíř Gerhard Jan Palthe.